# RIK 1
RIK 1 e телевизионен канал в Кипър, собственост на Cyprus Broadcasting Corporation. Създаден е през 1957 г. Според AGB Nielsen Media Research през последната седмица на 2023 г. RIK 1 има 9,2% гледаемост сред аудиторията в Кипър, като е след Omega TV Cyprus, ANT1 Cyprus и Alpha TV Cyprus.

## История
Каналът е създаден през 1957 г. като CBS TV. През 1959 г. корпорацията променя името си на CyBC, с абревиатура на гръцки: RIK. До 1992 г. RIK е единствен телевизионен канал в Кипър. През март 1992 г. започва излъчването на RIK 2, а през април 1992 г. частният канал O Logos. В началото на 90-те години на XX век RIK започва в 17:00 часа и програмата му все още е сравнително ограничена.

## Програма
Първоначално субтитрите на RIK за чуждестранните предавания са само на гръцки език, тъй като се е смятало, че добавянето на субтитри на турски език ще запълни екрана с редове текст. Към 1979 г. по-голямата част от програмите са на английски и гръцки език, като програмите на турски език са ограничени до ежедневни новинарски бюлетини и двуседмично списание за актуални събития. Днес предаване на турски език се излъчва по RIK 2.